# Ochla (Zielona Góra)
Ochla (do 1945 niem. Ochelhermsdorf) – część miasta i osiedle administracyjne Zielonej Góry, będące jednostką pomocniczą miasta.
Do 31 grudnia 2014 roku wieś, od 1 stycznia 2015 roku w granicach miasta.
W latach 1954–1972 wieś należała i była siedzibą władz gromady Ochla. W latach 1975–1998 należąca do województwa zielonogórskiego.
W miejscowości była stacja kolejowa Ochla.

## Położenie
Ochla sąsiaduje z następującymi dzielnicami/osiedlami Zielonej Góry:
- od północy: Jędrzychów,
- od południa: Jeleniów,
- od wschodu: Kiełpin.

A także z osadą w gminie Świdnica:
- od zachodu: Łochowo.

## Integralne części
| Nazwa    | Rodzaj     | Położenie               |
| -------- | ---------- | ----------------------- |
| Piskorze | Przysiółek | ul. Ochla-Zielonogórska |
| Włosań   | Przysiółek | ul. Ochla-Osiedlowa     |

## Historia
Wieś wzmiankowana po raz pierwszy w 1305 roku jako Hermansdorf. Pojawia się około 1400 roku informacja o ówczesnych właścicielach wsi Hansie i Kunzu von Knobelsdorfach. Do jej podziału na Ochlę Górną i Ochlę Środkowo-Dolną doszło przed rokiem 1532. Christoph von Knobelsdorf był właścicielem Ochli Górnej, natomiast Nickel von Rothenburg Środkowo-Dolnej. Dość często dochodziło w ciągu następnych stuleci do zmiany właścicieli dóbr w obydwu częściach wsi. Majątkiem w Ochli Górnej władała w 1614 Barbara von Dohna, zaś w 1654 przedstawicielka rodu von Gersdorf. Należał on w 1681 do Ottona von Unruha (również część druga), zaś do Christopha Erdmanna von Nassaua w latach 1722-1745, którego spadkobiercy byli obecni w Ochli do 1789. Dobra zostały w 1790 kupione przez hrabiego Ludwiga Friedricha von Schlabrendorfa i jego żonę. Rok później opublikowano informacje o wsi z których wynika, że w Ochli Górnej znajdowały się m.in. 2 folwarki, dwór, 3 młyny wodne, 93 gospodarstwa, w których mieszkało 486 osób. Do 1845 roku majątek w tej części miejscowości stanowił własność Schlabrendorfów. Wielokrotnie zmieniali się jego właściciele od drugiej połowy XIX wieku. Należał w 1903 do Franza Biecka, a w następnym do Arno Rassmusa. Ogrodnik Albert Bohr był ostatnim przedwojennym posiadaczem dworu.
Obecna nazwa pochodzi od przepływającej nieopodal Śląskiej Ochli (niem. Ochel). To określenie posiada dwa przypuszczalne źródłosłowy. Historyk Otto Wolf wywodził ją od polskiego słowa „ochłoda”, inny – August Föerster – od niemieckiej nazwy ochry – żelazowej glinki, obecnej w piasku na całej długości rzeki. Potwierdza to fakt, iż Ochla przez setki lat zamieszkiwana była zarówno przez ludność polską jak i niemiecką. Obecni i przedwojenni mieszkańcy wsi w latach 90. XX w. postawili w niej pomnik poświęcony wcześniejszym pokoleniom ją zamieszkującym.

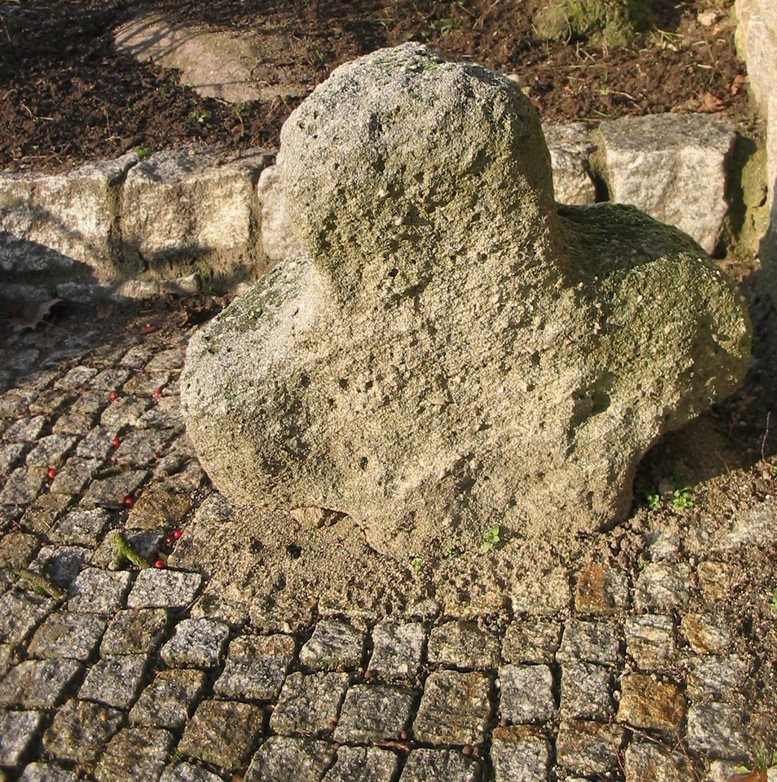
Stary monolitowy krzyż kamienny przed murem cmentarza przykościelnego

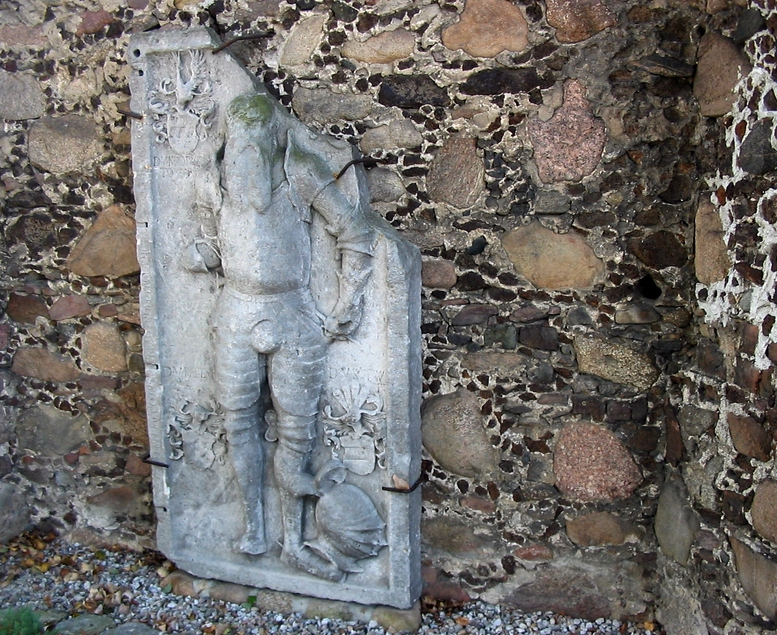
Płyta nagrobna z dawnego cmentarza przykościelnego

Kompletnie zniszczone w czasie najazdu Szwedów w XVII w. We wsi zachował się też dwór z XVII wieku (obecnie stoi nieużywany) oraz – częściowo zamieszkany – pałacyk z końca XVIII wieku.
Bezpośrednio po wojnie wieś otrzymała nazwę Jerzmanów, jednak po roku zmienioną ją z racji zbyt częstego występowania tej nazwy na Ziemiach Odzyskanych.
Wjeżdżając do Ochli od północy, po prawej stronie zobaczymy Park Muzeum Etnograficznego (Skansen). W nim – przykłady budownictwa ludowego z okolic oraz cyklicznie odbywające się festiwale etnograficzne.

## Zabytki
Do wojewódzkiego rejestru zabytków wpisane są:
- kościół filialny pw. Najświętszej Trójcy (dawniej Wszystkich Świętych)[3]. Zbudowano go w pierwszej połowie XIV stulecia z kamienia i rudy darniowej, a pierwsza wzmianka o nim pojawiła się nieco później, bo w 1376. Świątynia została przebudowana w XVI wieku, a w ciągu następnych stuleci była wielokrotnie remontowana[3]. Kościół przestał pełnić funkcję świątyni katolickiej w 1525, po tym, jak proboszcz wraz z właścicielem dóbr Ernstem von Knobelsdorfem oraz mieszkańcami Ochli przeszli na luteranizm[5]. W czasie kontrreformacji w 1654 nastąpił powrót do kościoła katolickiego. Jest to salowa budowla zamknięta trójbocznie od strony wschodniej. Do korpusu od strony północnej dobudowano w XV wieku zakrystię, a kruchtę wzniesiono na przełomie XVII i XVIII wieku[5]. Miało to miejsce w trakcie odbudowy świątyni po pożarze. Nadbudowano nad częścią prezbiterialną drewnianą dzwonnicę, która przetrwała do czasów powojennych. Po stronie zachodniej w 1983 stanęła nowa, murowana wieża[5]. Obecny kościół to w znacznej części zachowana w pierwotnej formie średniowieczna budowla gotycka z wąskimi oknami, której korpus wraz z częścią prezbiterialną jest nakryty wysokim dachem wielospadowym. Współczesna, czworoboczna wieża jest zwieńczona dachem namiotowym[5]. Strop przykrywa wnętrze kościoła, tylko zakrystia jest sklepiona kolebkowo. Przez ostrołukowy otwór prowadzi przejście do zakrystii. Ołtarz główny z barokowymi elementami prawdopodobnie z przełomu XIX i XX wieku reprezentuje zabytkowe wyposażenie świątyni, a drewniany krucyfiks klasycystyczny z początku XIX stulecia znajduje się obok ołtarza[5]. Zachowały się również wewnątrz kościoła dwa obrazy olejne, przedstawiające dwóch świętych duchownych. Zostały namalowane na desce w drugiej połowie XIX wieku. Pięć późnobarokowych lichtarzy cynowych z pierwszej połowy XVIII wieku uzupełnia te elementy, które obecnie są przechowywane poza kościołem[5]. Można również obejrzeć na zewnątrz budowli cztery renesansowe płyty nagrobne członków rodu von Knobelsdorf: jedną poświęconą rycerzowi, a trzy chłopcom. Na uwagę zasługuje kamienny krzyż stojący przy schodach prowadzących na cmentarz przykościelny. Jego powstanie próbują wyjaśnić legendy. Według jednej z nich jest to krzyż upamiętniający zbrodnię jakiej dopuścił się w 1604 rycerz von Rothenhurg, zabijając w okolicy kościoła pasterza[5]. Inna wersja tej opowieści mówi, że zabójcą był fundator pałacu w Ochli Adam von Unruh, a zbrodnia miała miejsce na pastwisku[6]. Inna legenda mówi że krzyż wystawiła hrabina jako pokutę za zabicie niewiernego męża[6]. Kolejną legendą jest nazywanie tego krzyża krzyżem pokutnym, czyli ufundowanym przez zabójcę w wyniku umowy zabójcy z rodziną zabitego, mającej doprowadzić do rekompensaty materialnej i moralnej za zabójstwo oraz zapobiec zemście. Należy zaznaczyć, że krzyż nie jest powiązany z którąś ze znanych umów kompensacyjnych i ewentualny pokutny charakter jest wyłącznie hipotezą opartą na wątłej przesłance, że po prostu takie krzyże powstawały, więc możliwe, że ten właśnie jest  takiego pochodzenia. Trzeba pamiętać, że powodów powstania było dużo: z pobudek religijnych, krzyż wotywny, krzyż graniczny, krzyż upamiętniający jakieś wydarzenie, czy nawet zabójstwo lecz wystawiony przez rodzinę zmarłego dla upamiętnienia. Identyfikowanie wszystkich starych kamiennych krzyży monolitowych z krzyżami pokutnymi jest nieuprawnione i przybrało formę nie popartej dowodami legendy[7]. W przypadku krzyża w Ochli, prawdopodobieństwo jego pokutnego charakteru zmniejsza dodatkowo czas, którego dotyczą legendy z nim związane. W XVII w. zabójstwa nie podlegały już prywatnym negocjacjom i umowom, a ich ściganie i karanie było w wyłącznej kompetencji władz. Możliwe jest też przyjęcie wyrażenia pokutny nie w prawnym lecz religijnym znaczeniu czyli jako pokuty wyznaczonej  za grzech. Obiekty powstałe w ten sposób nie są jednak krzyżami pokutnymi, pomnikami dawnego prawa.
- Pałac w Ochli, z XVII wieku
- leśniczówka i teren skansenu
- zespół pałacowy i folwarczny II, z XVIII wieku-XIX wieku:
  - pałac
  - dwie oficyny
  - folwark:
    - trzy domy mieszkalne
    - cztery budynki gospodarcze
    - remiza strażacka
    - park.

## Transport

### Transport drogowy
Przez Ochlę przebiega droga wojewódzka numer 279, która prowadzi do drogi ekspresowej S3 (E65).

### Transport kolejowy
Obecnie przez Ochlę nie przechodzą żadne tory, lecz do lat czterdziestych XX wieku przebiegała tędy Kolej Szprotawska. Po zajęciu tych terenów przez Polskę, kolej rozebrano, a jedyną pamiątką po Kolei Szprotawskiej w Ochli jest zamieszkały dom - niegdyś będący stacją na trasie tej kolei.

### Transport publiczny
Do Ochli kursuje jeden dzienny (27) autobus, w trzech wariantach, co około 30 minut w szczycie. Miejskiego Zakładu Komunikacji w Zielonej Górze.

## Turystyka

### Szlaki turystyczne
Szlaki piesze
- Mała Pętla Zielonogórska – szlak zielony, mający swój początek na ul. Wyspiańskiego. Szlak ten biegnie wzdłuż granicy miasta Zielona Góra okrążając je od południowej strony. Prowadzi on m.in. przez Stary Kisielin, Drzonków i właśnie Ochlę.

- Szlak starej kolejki do Szprotawy – szlak żółty biegnący wzdłuż trasy dawnej Kolei Szprotawskiej.

Szlaki rowerowe
- Szlak Wału Zielonogórskiego – ścieżka rowerowa, mająca swój początek przy ulicy Francuskiej. Trasa biegnie przez Wzgórza Piastowskie oraz Skansen etnograficzny w Ochli, kończąc się przy kąpielisku MOSIR.

## Sport
W Ochli jest klub piłkarski o nazwie LKS Zorza Ochla.